# Alibert Cornelis Visser van IJzendoorn
Alibert Cornelis Visser van IJzendoorn (Gorinchem, 2 augustus 1858), 7 februari 1874 - 's-Gravenhage, 23 september 1924) was een Nederlands liberaal advocaat en politicus.
Visser van IJzendoorn was een rechtsgeleerde en prominent vrij-liberaal Tweede Kamerlid. Na de advocatuur werd hij hoogleraar burgerlijk en handelsrecht in Leiden. Hij werd al op 32-jarige leeftijd Statenlid. In 1913 werd hij in het tot dan overwegend rechtse district Gorinchem tot Tweede Kamerlid gekozen. Hij was bekend vanwege zijn uitspraak over het opheffen van de Eerste Kamer, waarover slechts de boden zouden treuren. Hij stemde in 1920 als enige liberaal tegen de Lager-onderwijswet van minister De Visser. Kon scherp uit de hoek komen, maar genoot toch de sympathie van zijn medeleden.
- Biografisch Portaal: 13957189
- Digitale Bibliotheek voor de Nederlandse Letteren: viss056
- International Standard Name Identifier: 0000 0003 9210 7886
- Nederlandse Thesaurus van Auteursnamen: 070158134
- Parlement.com: vg09llc23fqd
- Virtual International Authority File: 286106029
- WorldCat: E39PBJqQBtWXYTCPbHh67wb8G3